# 羽塚駅
羽塚駅（はつかえき）は、かつて愛知県西尾市にあった、名古屋鉄道平坂支線の駅。

## 歴史
- 1914年（大正3年）10月30日 - 西尾鉄道が西尾 - 平坂臨港間を開業させた際に開業。
- 1926年（大正15年）12月1日 - 愛知電気鉄道が西尾鉄道を合併。西尾 - 港前は西尾線となる。
- 1935年（昭和10年）8月1日 - 合併により名古屋鉄道の駅となる。西尾線から分離され平坂線となる。
- 1944年（昭和19年） - 営業休止[注釈 1]。
- 1952年（昭和27年）10月1日 - 営業再開（1948年の路線改称により平坂支線の駅となる）。再開時より無人駅[1]。
- 1960年（昭和35年）3月27日 - 平坂支線の廃止とともに廃駅。

## 利用状況
『愛知県統計書』によると、年間乗降人員および荷物取扱量は以下の通りである。
| 年度     | 乗車人員（人） | 降車人員（人） | 発送貨物       | 発送貨物   | 到着貨物       | 到着貨物   | 出典  |
| 年度     | 乗車人員（人） | 降車人員（人） | 小手荷物（斤） | 貨物（噸） | 小手荷物（斤） | 貨物（噸） | 出典  |
| -------- | -------------- | -------------- | -------------- | ---------- | -------------- | ---------- | ----- |
| 1914年度 | 152            | 197            |                |            |                |            | [ 2 ] |
| 1915年度 | 550            | 972            |                |            |                |            | [ 3 ] |
| 1916年度 | 613            | 1,137          |                |            |                |            | [ 4 ] |
| 1917年度 | 790            | 1,220          |                |            |                |            | [ 5 ] |
| 1918年度 | 945            | 1,409          |                |            |                |            | [ 6 ] |
| 1919年度 | 1,395          | 2,149          |                |            |                |            | [ 7 ] |
| 1920年度 | 1,815          | 2,007          |                |            |                |            | [ 8 ] |
| 1921年度 | 1,550          | 2,061          |                |            |                |            | [ 9 ] |

## 跡地
路線跡は整備され愛知県道43号岡崎碧南線となっており、当駅跡地も道路の一部となり痕跡はない。駅のおおよその位置は、県道43号「羽塚本郷」交差点付近とされる。

## 隣の駅
名古屋鉄道
西尾線（平坂支線） 
住崎駅 - 羽塚駅 - 平坂口駅